# Kuba i olympiska sommarspelen 1976
Kuba deltog i de olympiska sommarspelen 1976 med en trupp bestående av 156 deltagare, 132 män och 24 kvinnor, vilka deltog i 76 tävlingar i 14 sporter. Landet slutade på åttonde plats i medaljligan, med sex guldmedaljer och 13 medaljer totalt.

## Medaljer
| Medalj | Namn                            | Sport      | Gren                     |
| ------ | ------------------------------- | ---------- | ------------------------ |
| 1      | Jorge Hernández                 | Boxning    | Lätt flugvikt            |
| 1      | Ángel Herrera                   | Boxning    | Fjädervikt               |
| 1      | Teófilo Stevenson               | Boxning    | Tungvikt                 |
| 1      | Alberto Juantorena              | Friidrott  | Herrarnas 400 meter      |
| 1      | Alberto Juantorena              | Friidrott  | Herrarnas 800 meter      |
| 1      | Héctor Rodríguez                | Judo       | Lättvikt                 |
| 2      | Ramón Duvalón                   | Boxning    | Flugvikt                 |
| 2      | Andrés Aldama                   | Boxning    | Lätt weltervikt          |
| 2      | Sixto Soria                     | Boxning    | Lätt tungvikt            |
| 2      | Alejandro Casañas               | Friidrott  | Herrarnas 110 meter häck |
| 3      | Rolando Garbey                  | Boxning    | Lätt mellanvikt          |
| 3      | Luis Martínez                   | Boxning    | Mellanvikt               |
| 3      | Kubas herrlandslag i volleyboll | Volleyboll | Herrarnas turnering      |

## Boxning
Lätt flugvikt
- Jorge Hernández
  1. Första omgången – Besegrade Beyhan Fuchedzhiev (BUL), RSC-3
  2. Andra omgången – Besegrade Zoffa Zarawi (PNG), KO-3
  3. Kvartsfinal – Besegrade Park Chan-Hee (KOR), 3:2
  4. Semifinal – Besegrade Orlando Maldonado (PUR), 5:0
  5. Final – Besegrade Li Byong-Uk (PRK), 4:1 →  Guld

Flugvikt
- Ramón Duvalón
  1. Första omgången — Bye
  2. Andra omgången — Besegrade Souley Hancaradu (NIG), walk-over
  3. Tredje omgången — Besegrade Toshinori Koga (JPN), 5:0
  4. Kvartsfinal — Besegrade Ian Clyde (CAN), 5:0
  5. Semifinal — Besegrade David Torosyan (URS), DSQ-2
  6. Final — Förlorade mot Leo Randolph (USA), 2:3 →  Silver

## Cykling
Herrarnas linjelopp
- Carlos Cardet — 4:49:01 (→ 14:e plats)
- Roberto Menéndez — fullföljde inte (→ ingen placering)
- Gregorio Aldo Arencibia — fullföljde inte (→ ingen placering)
- Jorge Pérez — fullföljde inte (→ ingen placering)

Herrarnas lagtempolopp
- Carlos Cardet
- Gregorio Aldo Arencibia
- Jorge Gómez
- Raúl Marcelo Vázquez

Herrarnas förföljelse
- Raúl Marcelo Vázquez — 17:e plats

## Friidrott
Herrarnas 400 meter
- Carlos Noroña
  - Heat — 48,46 (→ gick inte vidare)

Herrarnas 800 meter
- Alberto Juantorena
  - Heat — 1:47,15
  - Semifinal — 1:45,88
  - Final — 1:43,50 (→  Guld)
- Leandro Civil
  - Heat — 1:45,88
  - Semifinal — 1:47,31 (→ gick inte vidare)
- Luis Medina
  - Heat — 1:50,15 (→ gick inte vidare)

Herrarnas 1 500 meter
- Luis Medina
  - Heat — 3:42,71 (→ gick inte vidare)

Herrarnas 4 x 100 meter
- Francisco Gómez, Alejandro Casañas, Hermes Ramirez och Silvio Leonard
  - Heat — 39,54s
  - Semifinal — 39,25s
  - Final — 39,01s (→ 5:e plats)

Herrarnas 4 x 400 meter
- Eddy Gutierrez, Damaso Alfonso, Carlos Alvarez och Alberto Juantorena
  - Heat — 3:03,24
  - Final — 3:03,81 (→ 7:e plats)

Herrarnas 400 meter häck
- Damaso Alfonso
  - Heats — 50,76s
  - Semifinal — 49,84s
  - Final — 50,19s (→ 7:e plats)

Herrarnas maraton
- Rigoberto Mendoza — 2:22:43 (→ 33:e plats)

Herrarnas längdhopp
- Milan Matos
  - Kval — 7,57m (→ gick inte vidare)

Herrarnas tresteg
- Pedro Pérez
  - Kval — 16,51m
  - Kval — 16,81m (→ 4:e plats)
- Armando Herrera
  - Kval — 15,98m (→ gick inte vidare, 19:e plats)

Herrarnas höjdhopp
- Richard Spencer
  - Kval — 2,05m (→ gick inte vidare)

Herrarnas diskuskastning
- Julián Morrinson
  - Kval — 59,92m (→ gick inte vidare)

Damernas kulstötning
- María Elena Sarría
  - Final — 16,31 m (→ 11:e plats)

## Fäktning
Herrarnas florett
- Enrique Salvat
- Jorge Garbey
- Eduardo Jhons

Herrarnas lagtävling i florett
- Eduardo Jhons, Enrique Salvat, Jorge Garbey, Pedro Hernández

Herrarnas sabel
- Francisco de la Torre
- Manuel Ortíz
- Guzman Salazar

Herrarnas lagtävling i sabel
- Manuel Ortíz, Francisco de la Torre, Guzman Salazar, Ramón Hernández, Lazaro Mora

Damernas florett
- Margarita Rodríguez
- Milady Tack-Fang
- Nancy Uranga

Damernas lagtävling i florett
- Milady Tack-Fang, Marlene Font, Nancy Uranga, Margarita Rodríguez

## Judo
Herrarnas lättvikt
- Héctor Rodríguez

Herrarnas halv tungvikt
- José Ibañez

Herrarnas öppna viktklass
- José Ibañez